# Kirche Hohenbüssow

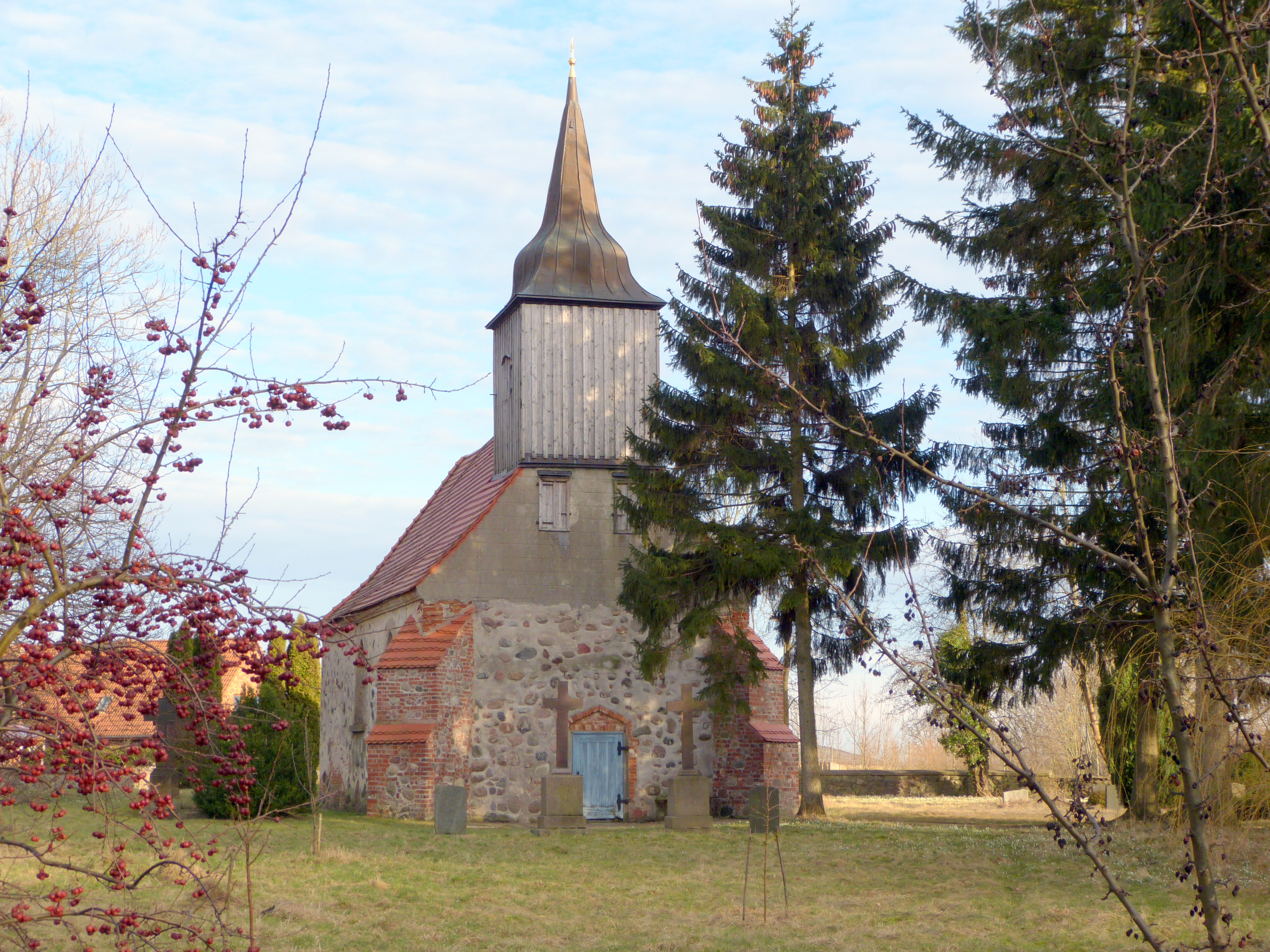
Kirche Hohenbüssow

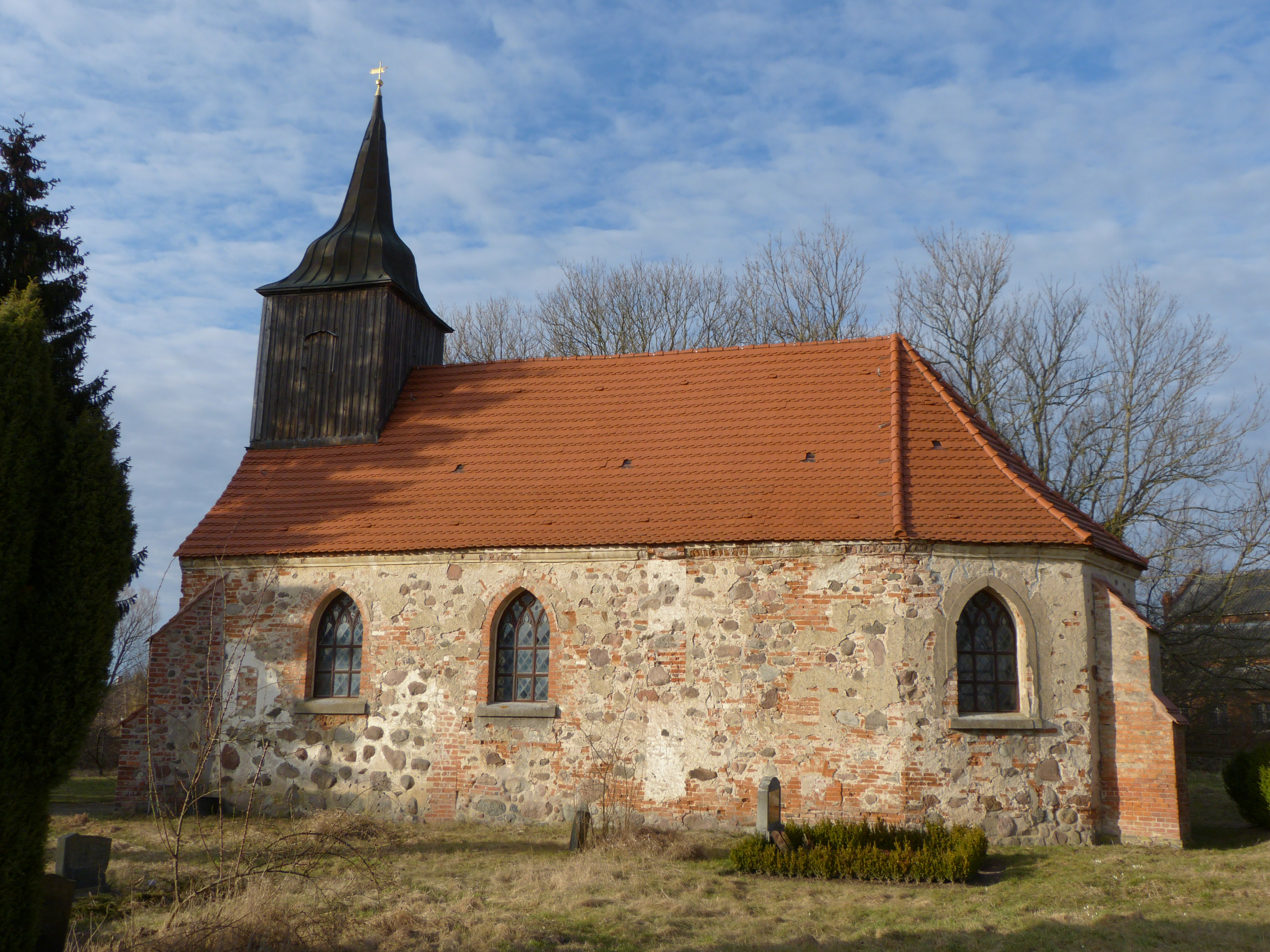
Südseite

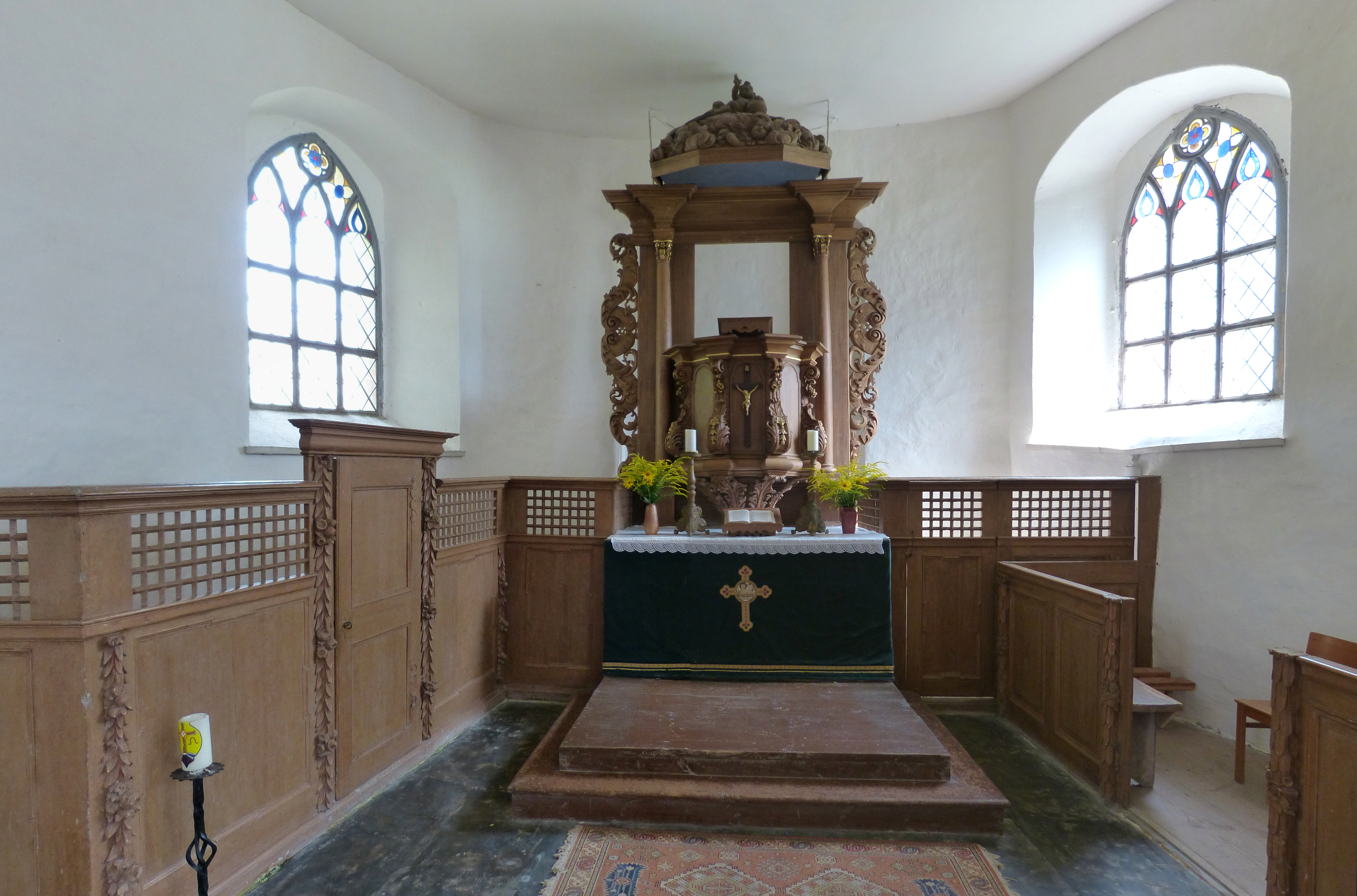
Innenansicht mit Kanzelaltar

Die Kirche Hohenbüssow ist ein Kirchengebäude im Ortsteil Hohenbüssow der Gemeinde Alt Tellin im Landkreis Vorpommern-Greifswald. Sie gehört zur Kirchengemeinde Hohenmocker in der Propstei Demmin des Pommerschen Evangelischen Kirchenkreises und ist seit ihrer Errichtung deren Tochterkirche.

## Gebäude und Ausstattung
Die Kirche ist ein Saalbau aus Feldstein. Der westliche Teil wird auf den Anfang des 16. Jahrhunderts datiert. Der vierseitige Ostschluss wurde wahrscheinlich bei einem 1730 abgeschlossenen Umbau errichtet. Dabei wurden die Bereiche aus Mischmauerwerk mit Backstein gebaut. Putzreste mit der damaligen Ritzquaderung sind noch vorhanden. Die spitzbogigen Fenster wurden bei einer 1861 erfolgten Restaurierung verändert. Am Westgiebel befindet sich ein Portal mit Kielbogen.
Die Kirche ist innen flach gedeckt. Im halbrunden Ostschluss befindet sich eine hohe segmentbogige Wandnische. Der Kanzelaltar aus dem 18. Jahrhundert ist mit Schnitzereien in Form von Säulen, Voluten, Akanthus und Blumen verziert. Der Schalldeckel mit Puttenköpfen ist mit einem Christusknaben bekrönt. Ein Verschlag mit Gitter schließt sich dem Kanzelaltar an. Das Pastoren- und das Patronatsgestühl stammen ebenfalls aus dem 18. Jahrhundert. 1992 wurde am Patronatsgestühl ein Rauchabzug für einen früheren Wandkamin entdeckt. Bekrönt wurde das Gestühl früher durch das Wappen des Hans Freiherr von Seckendorff. Der Taufstein mit Maßwerkformen besteht aus Kunststein und stammt aus der zweiten Hälfte des 19. Jahrhunderts. 1867 wurde die Westempore errichtet. Ein Jahr später wurde die Orgel mit neugotischem Prospekt aus der Werkstatt von Barnim Grüneberg eingebaut. Sie wurde 2002 restauriert.
Aus dem Jahr 1787 stammt der westliche hölzerne Dachturm. 1992 wurde seine barocke Haube mit Kupfer gedeckt und die Bekrönung erneuert. Die Glocke wurde 1714 oder 1724 von Michael Begun aus Friedland gegossen. Eine zweite Glocke, die 1744 von Scheel gegossen wurde, ist heute nicht mehr vorhanden.
Auf dem Friedhof befinden sich verschiedene historische Grabmale, unter anderem eiserne Grabkreuze für Angehörige der Familien von Seckendorff und von Gentzkow.